# Black Spy
Black Spy ist ein Kartenspiel des britischen Spieleautors Alan R. Moon, das zuerst 1981 in den Vereinigten Staaten bei The Avalon Hill Game Co erschien. In Deutschland erschien das Spiel bei Hexagames 1990 unter dem Namen Gespenster und wurde unter diesem Namen auch 2011 vom Ali Baba Spieleclub aufgelegt. 2013 veröffentlichte der amerikanische Verlag Z-Man Games eine neu gestaltete Ausgabe des Spiels unter dem ursprünglichen Namen, die 2016 auch bei Abacusspiele in Deutschland ebenfalls als Black Spy aufgelegt wurde.
Bei dem Stichspiel geht es darum, jeweils zur Punktabrechnung möglichst wenige Punkte zu bekommen.

## Hintergrund und Material
Das grundsätzliche Spielprinzip von Texas Showdown entspricht dem anderer Stichspiele. Anders als bei den meisten Spielen dieser Art versuchen die Spieler jedoch, jeweils zur Wertung möglichst wenig Punkte zu haben. Es gewinnt der Spieler mit der niedrigsten Punktzahl am Spielende.
Das Spielmaterial ist sprachneutral und besteht aus je 11 Spielkarten in den Farben Blau, Gelb, Grün und Rot und mit Werten von 1 bis 11, die verschiedenen Charakteren entsprechen, sowie 16 schwarzen Karten, davon 11 ebenfalls mit den Werten 1 bis 11 und fünf Spionkarten mit dem Wert 7. Hinzu kommt ein Wertungsblock zum Aufschreiben der Ergebnisse.

## Spielablauf
Zu Beginn des Spiels wird ein Geber ermittelt, der alle Spielkarten mischt und diese dann gleichmäßig an die Mitspieler verteilt. Nach jeder Runde wechselt der Geber im Uhrzeigersinn. Die Spieler schauen sich ihre Handkarten an und geben dann drei Karten verdeckt an einen Mitspieler weiter, wobei sich die Richtung der Weitergabe mit jeder Runde ändert. Die jeweiligen Spieler dürfen die Karten auf die Hand nehmen, allerdings erst nachdem sie verdeckt drei Karten weitergegeben haben.
Nach dem Kartentausch beginnt das eigentliche Spiel. Dabei dauert eine Runde so lange, bis alle Karten pro Spieler ausgespielt wurden und besteht damit aus so vielen Stichen, wie zu Beginn Karten an die Spieler ausgeteilt wurden (abhängig von der Spielerzahl 10, 12, 15 oder 20). Der erste Stich wird von dem Spieler eröffnet, der die mit einem roten Stern markierte Karte auf der Hand hat. Der Spieler legt eine beliebige Handkarte offen aus, darf jedoch in seinem ersten Stich keine schwarze Karte anspielen. Alle anderen Spieler legen nun im Uhrzeigersinn ebenfalls je eine Karte vor sich aus. Dabei müssen sie entweder eine Karte der gleichen Farbe oder des gleichen Wertes wie die Eröffnungskarte in den Stich legen. Nur wenn ein Spieler weder die Farbe noch den Wert bedienen kann, darf er eine beliebige andere Karte auslegen.
Der Spieler, der die höchste Karte der Farbe der Eröffnungskarte in den Stich gespielt hat, gewinnt den Stich. Er nimmt die Karten an sich und legt den Stich verdeckt vor sich ab. Danach eröffnet er den nächsten Stich, der ebenfalls entweder mit Farbe oder Wert bedient werden muss. Wurde ein Stich mit einer schwarzen Karte eröffnet und haben zwei oder mehr Spieler einen schwarzen Spion in den Stich gespielt und dieser bildet die höchste Karte, gewinnt grundsätzlich der Besitzer des zuerst gelegten Spions den Stich.
Die Runde endet, wenn alle Karten abgelegt und damit alle Stiche gespielt sind. Jeder Spieler zählt nun seine Punkte, dabei zählen
- die schwarzen Karten von 1 bis 6 je einen Punkt,
- der schwarze Spion je Karte 10 Punkte,
- die schwarze 8 2 Punkte,
- die schwarze 9 3 Punkte,
- die schwarze 10 4 Punkte,
- die schwarze 11 5 Punkte, sowie
- jeder blaue, gelbe, rote oder grüne Spion je −5 Punkte.

Die Gesamtpunktzahl beträgt damit 60 Punkte und durch die nicht-schwarzen Spione kann das Ergebnis aus negativ sein. Schafft es ein Spieler, am Ende alle 16 schwarzen Karten zu haben, bekommt er Null Punkte und alle anderen Spieler erhalten jeweils 60 Punkte minus die Punkte für andersfarbigen Spione. Alle Ergebnisse werden auf dem Wertungsblock notiert.
Ein Spiel endet, wenn ein Spieler eine feste Punktzahl erreicht hat, die durch die Anzahl der Spieler vorgegeben ist. Diese beträgt bei 3 Spielern 200 Punkte, bei vier Spielern 150 Punkte, bei fünf Spielern 120 Punkte und bei sechs Spielern 100 Punkte. Dieser Spieler verliert das Spiel, derjenige mit den wenigsten Punkten gewinnt.

## Varianten
Black Spy kann in mehreren Varianten gespielt werden, die in der Spielregel beschrieben sind:
1. bei „keine guten Spione“ werden die farbigen Spione nicht gewertet.
2. wenn ein Spieler am Ende alle 16 schwarzen Karten im Stichstapel hat, dann er entweder die Punkte entsprechend Grundregel verteilen oder bei sich selber 60 Punkte abziehen und allen anderen 0 Punkte geben. Die farbigen Spione werden bei dieser Variante nicht gewertet.
3. Bei der Variante Maulwurf bildet der jeweilige Geber ab der zweiten Runde einen Maulwurfstapel, indem er pro Spieler je drei Karten vom Kartenstapel nimmt, bevor er die Karten an die Spieler austeilt. Der Spieler mit der aktuell höchsten Punktezahl darf sich danach aus dem Maulwurfsstapel drei Karten auswählen, danach der zweithöchste usw. bis alle Karten verteilt sind.
4. Bei der Variante „Farbe ansagen“ sagt der Geber nach Betrachtung seiner Handkarten eine Farbe an, die der erste Spieler nach ihm als ersten Stich anspielen muss. Dieser muss mit dieser Farbe eröffnen und wenn er das nicht kann, eröffnet der nächste Spieler im Uhrzeigersinn mit der korrekten Farbe, dem dies möglich ist.
5. beim „Rang folgen“ darf ein Spieler in einem Stich außer mit der Farbe oder dem Rang der ersten ausgespielten Karte auch mit dem Rang der zuletzt gespielten Karte bedienen.
6. wenn ein Spieler den exakten Punktewert für die Endwertung erreicht, halbiert sich seine Punktezahl um die Hälfte. Erst wenn ein Spieler die Punktezahl überschreitet, endet das Spiel.

## Ausgaben
Black Spy wurde von dem britischen Spieleautor Alan R. Moon entwickelt und 1981 bei Avalon Hill veröffentlicht. In Deutschland erschien das Spiel bei Hexagames 1990 unter dem Namen Gespenster und wurde unter diesem Namen auch 2011 vom Ali Baba Spieleclub aufgelegt. 2013 veröffentlichte der amerikanische Verlag Z-Man Games eine neu gestaltete Ausgabe des Spiels unter dem ursprünglichen Namen, die 2016 zu den Internationalen Spieletagen auch bei Abacusspiele in Deutschland ebenfalls als Black Spy aufgelegt wurde.

## Belege
1. 1 2 3 4 5 6 7  Black Spy (Seite nicht mehr abrufbar, festgestellt im Juni 2023. Suche in Webarchiven)  Info: Der Link wurde automatisch als defekt markiert. Bitte prüfe den Link gemäß Anleitung und entferne dann diesen Hinweis., Offizielle Spielregeln auf der Website von Abacusspiele, 2016; abgerufen am 22. August 2018.
2. ↑  Versionen von Black Spy bei boardgamegeek; abgerufen am 22. August 2018.